# Boyhood
Boyhood (no Brasil, Boyhood: Da Infância à Juventude; em Portugal, Boyhood: Momentos de Uma Vida) é um filme norte-americano de 2014, do género drama dirigido por Richard Linklater. O filme ganhou notoriedade por ter demorado 12 anos para ser concluso, uma das mais longas produções da história do cinema.

## Sinopse
Conta a história de um casal de pais divorciados que tenta criar seu filho Mason. A história segue o garoto durante doze anos, desde a entrada para a escola, aos 6 anos, até a faculdade, aos 18 anos - e analisa seu relacionamento com os pais à medida que cresce.

## Elenco
- Ellar Coltrane como Mason Evans, Jr.
- Patricia Arquette como Olivia Evans
- Lorelei Linklater como Samantha Evans
- Ethan Hawke como Mason Evans, Sr.
- Zoe Graham como Sheena
- Nick Krause como Charlie
- Evie Thompson como Jill
- Chris Doubek como Homem do Restaurante

## Produção
A produção começou a filmar em julho de 2002 e finalizou em outubro de 2013. Foram no total, 39 dias de filmagem em uma produção de 4200 dias. O orçamento do filme de 11,6 milhões de reais, foi conseguido autofinanciando o projeto com o que seria o salário de Linklater. A equipe se reuniu anualmente para discutir a história e mudanças no roteiro. O longa foi todo rodado na cidade de Austin, no estado estadunidense do Texas.
Nas entrevistas na Berlinale, Linklater afirmou ter rodado um total de 39 dias, e disso tirou um estudo honesto sobre o cotidiano de uma família comum com pais separados e irmãos que se amam mas também brigam.
O filme é protagonizado pelo ator Ellar Coltrane, que iniciou as gravações do filme aos 6 anos de idade e só finalizou ao completar 18 anos de idade. Durante mais de uma década, Coltrane e o resto do elenco se reuniam em períodos de três a quatro dias por ano para as filmagens. O diretor Linklater escalou sua própria filha, Lorelei Linklater, para interpretar a irmã de Ellar no filme.
O diretor Richard Linklater disse que esse seria seu último trabalho: “será meu último filme, mas é o que precede a todos, muitos, tantos…”. Apesar desta declaração, Linklater não parou com suas atividades como diretor e filmou "That's What I'm Talking About", que estreou no Brasil em 20 de outubro de 2016, com o título de "Jovens, Loucos e Mais Rebeldes".

## Lançamento e bilheteria
O filme estreou em janeiro no Sundance Film Festival 2014. O longa chegou em 11 de Julho de 2014 aos cinemas dos Estados Unidos. Em seu primeiro fim de semana de exibição, faturou 387 mil dólares (1,1 milhão de reais), mesmo estando disponível apenas em cinco cinemas. Atualmente, o filme já arrecadou 23 796 520 dólares nos Estados Unidos, e 19 143 000 dólares em outros países, totalizando 42 939 520 dólares.

## Recepção da crítica
Aclamado pela crítica, no site Rotten Tomatoes o filme tem aprovação de 98% da crítica. O crítico brasileiro Pablo Villaça deu 5 de 5 estrelas para o filme, elogiando sua análise da condição humana, enquanto o colunista Jefferson Navarim constatou que o filme mostra-se "formidável, mas deveria ser mais valorizado por seu conteúdo que por seu tempo de produção". No Metacritic, o filme tem uma pontuação perfeita de 100 pontos em 100, baseado em 50 comentários. Para o britânico The Guardian, “é um dos melhores filmes da década”.

## Prêmios e Indicações
| Premiação                                            | Categoria                                      | Resultado |
| ---------------------------------------------------- | ---------------------------------------------- | --------- |
| Oscar 2015                                           | Melhor Filme                                   | Indicado  |
| Oscar 2015                                           | Melhor Diretor (Richard Linklater)             | Indicado  |
| Oscar 2015                                           | Melhor Ator Coadjuvante (Ethan Hawke)          | Indicado  |
| Oscar 2015                                           | Melhor Atriz Coadjuvante (Patricia Arquette)   | Venceu    |
| Oscar 2015                                           | Melhor Roteiro Original                        | Indicado  |
| Oscar 2015                                           | Melhor Edição                                  | Indicado  |
| Festival de Berlim                                   | Melhor Diretor (Richard Linklater)             | Venceu    |
| Festival de Berlim                                   | Prize of the Guild of German Art House Cinemas | Venceu    |
| Festival de Berlim                                   | Premio do júri                                 | Venceu    |
| Festival de Berlim                                   | Urso de Ouro                                   | Indicado  |
| 2014 SXSW Film Festival                              | Louis Black Lone Star Award                    | Venceu    |
| 2014 SXSW Film Festival                              | Reconhecimento Especial do Júri                | Venceu    |
| San Francisco International Film Festival            | Melhor Diretor (Richard Linklater)             | Venceu    |
| Seattle International Film Festival                  | Melhor Filme                                   | Venceu    |
| Seattle International Film Festival                  | Melhor Diretor (Richard Linklater)             | Venceu    |
| Seattle International Film Festival                  | Melhor Atriz (Patricia Arquette)               | Venceu    |
| Sydney Film Festival                                 | Sydney Film Prize                              | Indicado  |
| Austin Film Critics Association                      | Melhor Filme                                   | Venceu    |
| Austin Film Critics Association                      | Melhor Diretor (Richard Linklater)             | Venceu    |
| Austin Film Critics Association                      | Melhor Atriz Coadjuvante (Patricia Arquette)   | Venceu    |
| Austin Film Critics Association                      | Best Austin Film                               | Venceu    |
| Austin Film Critics Association                      | Melhores Filmes teens                          | 1º lugar  |
| American Film Institute                              | Melhor Filme teen do ano                       | Venceu    |
| Belgian Film Critics Association                     | Grand Prix                                     | Indicado  |
| Boston Society of Film Critics                       | Melhor Filme                                   | Venceu    |
| Boston Society of Film Critics                       | Melhor Diretor (Richard Linklater)             | Venceu    |
| Boston Society of Film Critics                       | Melhor Roteiro                                 | Venceu    |
| Boston Society of Film Critics                       | Melhor Edição                                  | Venceu    |
| Boston Society of Film Critics                       | Melhor Elenco                                  | Venceu    |
| British Independent Film Awards                      | Melhor Filme Estrangeiro Independente          | Venceu    |
| Chicago Film Critics Association                     | Melhor Filme                                   | Venceu    |
| Chicago Film Critics Association                     | Melhor Diretor (Richard Linklater)             | Venceu    |
| Chicago Film Critics Association                     | Melhor Ator Coadjuvante (Ethan Hawke)          | Indicado  |
| Chicago Film Critics Association                     | Melhor Atriz Coadjuvante (Patricia Arquette)   | Venceu    |
| Chicago Film Critics Association                     | Melhor Roteiro Original                        | Indicado  |
| Chicago Film Critics Association                     | Revelação Mais Promissora (Ellar Coltrane)     | Indicado  |
| Chicago Film Critics Association                     | Melhor Edição                                  | Indicado  |
| Critics' Choice Movie Awards                         | Melhor Filme                                   | Venceu    |
| Critics' Choice Movie Awards                         | Melhor Diretor (Richard Linklater)             | Venceu    |
| Critics' Choice Movie Awards                         | Melhor Ator Coadjuvante (Ethan Hawke)          | Indicado  |
| Critics' Choice Movie Awards                         | Melhor Atriz Coadjuvante (Patricia Arquette)   | Venceu    |
| Critics' Choice Movie Awards                         | Best Acting Ensemble                           | Indicado  |
| Critics' Choice Movie Awards                         | Melhor ator jovem (Ellar Coltrane)             | Venceu    |
| Critics' Choice Movie Awards                         | Melhor Edição                                  | Indicado  |
| Critics' Choice Movie Awards                         | Melhor Roteiro                                 | Indicado  |
| Dallas–Fort Worth Film Critics Association           | Top 10 filmes                                  | 2º lugar  |
| Dallas–Fort Worth Film Critics Association           | Melhor Ator Coadjuvante (Ethan Hawke)          | 3º lugar  |
| Dallas–Fort Worth Film Critics Association           | Melhor Atriz Coadjuvante (Patricia Arquette)   | 1º lugar  |
| Dallas–Fort Worth Film Critics Association           | Melhor Diretor (Richard Linklater)             | 2º lugar  |
| Dallas–Fort Worth Film Critics Association           | Melhor Roteiro                                 | 2º lugar  |
| Dallas–Fort Worth Film Critics Association           | Russell Smith Award                            | Venceu    |
| Detroit Film Critics Society                         | Melhor Filme                                   | Venceu    |
| Detroit Film Critics Society                         | Melhor Diretor (Richard Linklater)             | Venceu    |
| Detroit Film Critics Society                         | Melhor Ator Coadjuvante (Ethan Hawke)          | Indicado  |
| Detroit Film Critics Society                         | Melhor Atriz Coadjuvante (Patricia Arquette)   | Venceu    |
| Detroit Film Critics Society                         | Best Ensemble                                  | Indicado  |
| Detroit Film Critics Society                         | Melhor Roteiro                                 | Venceu    |
| Dublin Film Critics' Circle                          | Top 10 Filmes                                  | Venceu    |
| Dublin Film Critics' Circle                          | Melhor Diretor (Richard Linklater)             | Venceu    |
| Dublin Film Critics' Circle                          | Melhor Atriz Coadjuvante (Patricia Arquette)   | 5º lugar  |
| Florida Film Critics Circle                          | Melhor Filme                                   | 2º lugar  |
| Florida Film Critics Circle                          | Melhor Atriz Coadjuvante (Patricia Arquette)   | Venceu    |
| Florida Film Critics Circle                          | Best Ensemble                                  | 2º lugar  |
| Florida Film Critics Circle                          | Melhor Diretor (Richard Linklater)             | Venceu    |
| Florida Film Critics Circle                          | Melhor Roteiro                                 | Indicado  |
| Globo de Ouro                                        | Melhor Filme                                   | Venceu    |
| Globo de Ouro                                        | Melhor Diretor (Richard Linklater)             | Venceu    |
| Globo de Ouro                                        | Melhor Ator Coadjuvante (Ethan Hawke)          | Indicado  |
| Globo de Ouro                                        | Melhor Atriz Coadjuvante (Patricia Arquette)   | Venceu    |
| Globo de Ouro                                        | Melhor Roteiro                                 | Indicado  |
| Gotham Independent Film Awards                       | Melhor Filme                                   | Indicado  |
| Gotham Independent Film Awards                       | Ator destaque (Ellar Coltrane)                 | Indicado  |
| Gotham Independent Film Awards                       | Melhor Ator (Ethan Hawke)                      | Indicado  |
| Gotham Independent Film Awards                       | Melhor Atriz (Patricia Arquette)               | Indicado  |
| Gotham Independent Film Awards                       | Prêmio do Público                              | Venceu    |
| Houston Film Critics Society Awards                  | Melhor Filme                                   | Venceu    |
| Houston Film Critics Society Awards                  | Melhor Diretor (Richard Linklater)             | Venceu    |
| Houston Film Critics Society Awards                  | Melhor Ator Coadjuvante (Ethan Hawke)          | Indicado  |
| Houston Film Critics Society Awards                  | Melhor Atriz Coadjuvante (Patricia Arquette)   | Venceu    |
| Houston Film Critics Society Awards                  | Melhor Roteiro                                 | Venceu    |
| Houston Film Critics Society Awards                  | Texas Independent Film Award                   | Venceu    |
| Houston Film Critics Society Awards                  | Technical Achievement                          | Venceu    |
| Independent Spirit Awards                            | Melhor Filme                                   | Indicado  |
| Independent Spirit Awards                            | Melhor Diretor (Richard Linklater)             | Venceu    |
| Independent Spirit Awards                            | Melhor Ator Coadjuvante (Ethan Hawke)          | Indicado  |
| Independent Spirit Awards                            | Melhor Atriz Coadjuvante (Patricia Arquette)   | Venceu    |
| Independent Spirit Awards                            | Melhor Edição                                  | Indicado  |
| Indiana Film Journalists Association                 | Melhor Filme                                   | Venceu    |
| Indiana Film Journalists Association                 | Melhor Diretor (Richard Linklater)             | Venceu    |
| Indiana Film Journalists Association                 | Melhor Roteiro Original                        | 2º lugar  |
| Indiana Film Journalists Association                 | Melhor Ator Coadjuvante (Ethan Hawke)          | 2º lugar  |
| Indiana Film Journalists Association                 | Original Vision Award                          | Venceu    |
| Kansas City Film Critics Circle                      | Melhor Diretor (Richard Linklater)             | Venceu    |
| Kansas City Film Critics Circle                      | Melhor Atriz Coadjuvante (Patricia Arquette)   | Venceu    |
| Las Vegas Film Critics Society                       | Top 10 filmes                                  | 2º lugar  |
| London Film Critics' Circle                          | Filme do Ano                                   | Venceu    |
| London Film Critics' Circle                          | Diretor do Ano (Richard Linklater)             | Venceu    |
| London Film Critics' Circle                          | Screenwriter of the Year                       | Indicado  |
| London Film Critics' Circle                          | Ator Coadjuvante do Ano (Ethan Hawke)          | Indicado  |
| London Film Critics' Circle                          | Atriz Coadjuvante do Ano (Patricia Arquette)   | Venceu    |
| Los Angeles Film Critics Association                 | Melhor Filme                                   | Venceu    |
| Los Angeles Film Critics Association                 | Melhor Diretor (Richard Linklater)             | Venceu    |
| Los Angeles Film Critics Association                 | Melhor Atriz (Patricia Arquette)               | Venceu    |
| Los Angeles Film Critics Association                 | Melhor Edição                                  | Venceu    |
| National Board of Review Awards                      | Top 10 filmes                                  | Venceu    |
| Nevada Film Critics Society                          | Melhor Ator Jovem (Ellar Coltrane)             | Venceu    |
| New York Film Critics Circle                         | Melhor Filme                                   | Venceu    |
| New York Film Critics Circle                         | Melhor Diretor (Richard Linklater)             | Venceu    |
| New York Film Critics Circle                         | Melhor Atriz Coadjuvante (Patricia Arquette)   | Venceu    |
| New York Film Critics Online                         | Melhor Filme                                   | Venceu    |
| New York Film Critics Online                         | Top filmes                                     | Venceu    |
| New York Film Critics Online                         | Melhor Diretor (Richard Linklater)             | Venceu    |
| New York Film Critics Online                         | Melhor Atriz Coadjuvante (Patricia Arquette)   | Venceu    |
| Norwegian International Film Festival                | Norwegian Film Critics Award                   | Venceu    |
| Online Film Critics Society Awards                   | Melhor Filme                                   | Indicado  |
| Online Film Critics Society Awards                   | Melhor Diretor (Richard Linklater)             | Venceu    |
| Online Film Critics Society Awards                   | Melhor Ator Coadjuvante (Ethan Hawke)          | Indicado  |
| Online Film Critics Society Awards                   | Melhor Atriz Coadjuvante (Patricia Arquette)   | Venceu    |
| Online Film Critics Society Awards                   | Melhor Roteiro                                 | Indicado  |
| Online Film Critics Society Awards                   | Melhor Edição                                  | Indicado  |
| Phoenix Film Critics Society                         | Top 10 Filmes teens                            | Venceu    |
| Phoenix Film Critics Society                         | Melhor Filme                                   | Indicado  |
| Phoenix Film Critics Society                         | Melhor Diretor (Richard Linklater)             | Venceu    |
| Phoenix Film Critics Society                         | Melhor Ator Coadjuvante (Ethan Hawke)          | Indicado  |
| Phoenix Film Critics Society                         | Melhor Atriz Coadjuvante (Patricia Arquette)   | Indicado  |
| Phoenix Film Critics Society                         | Melhor Roteiro                                 | Indicado  |
| Phoenix Film Critics Society                         | Melhor Edição                                  | Indicado  |
| Phoenix Film Critics Society                         | Revelação na Câmera (Ellar Coltrane)           | Indicado  |
| Phoenix Film Critics Society                         | Melhor Ator Jovem (Ellar Coltrane)             | Indicado  |
| San Diego Film Critics Society Awards                | Melhor Filme                                   | Indicado  |
| San Diego Film Critics Society Awards                | Melhor Diretor (Richard Linklater)             | Venceu    |
| San Diego Film Critics Society Awards                | Melhor Ator Coadjuvante (Ethan Hawke)          | Indicado  |
| San Diego Film Critics Society Awards                | Melhor Atriz Coadjuvante (Patricia Arquette)   | Indicado  |
| San Diego Film Critics Society Awards                | Melhor Roteiro Original                        | Indicado  |
| San Diego Film Critics Society Awards                | Melhor Edição                                  | Indicado  |
| San Diego Film Critics Society Awards                | Melhor Elenco                                  | Indicado  |
| San Francisco Film Critics Circle Awards             | Melhor Filme                                   | Venceu    |
| San Francisco Film Critics Circle Awards             | Melhor Diretor (Richard Linklater)             | Venceu    |
| San Francisco Film Critics Circle Awards             | Melhor Ator Coadjuvante (Ethan Hawke)          | Indicado  |
| San Francisco Film Critics Circle Awards             | Melhor Atriz Coadjuvante (Patricia Arquette)   | Venceu    |
| San Francisco Film Critics Circle Awards             | Melhor Roteiro Original                        | Indicado  |
| San Francisco Film Critics Circle Awards             | Melhor Edição                                  | Venceu    |
| San Francisco International Film Festival            | Founder’s Directing Award                      | Venceu    |
| Satellite Awards                                     | Melhor Filme                                   | Indicado  |
| Satellite Awards                                     | Melhor Diretor (Richard Linklater)             | Venceu    |
| Satellite Awards                                     | Melhor Ator Coadjuvante (Ethan Hawke)          | Indicado  |
| Satellite Awards                                     | Melhor Atriz Coadjuvante (Patricia Arquette)   | Venceu    |
| Satellite Awards                                     | Melhor Roteiro Original                        | Indicado  |
| Satellite Awards                                     | Melhor Edição                                  | Indicado  |
| Satellite Awards                                     | Melhor Canção (Split the Difference)           | Indicado  |
| 21st Screen Actors Guild Awards                      | Melhor Elenco                                  | Indicado  |
| 21st Screen Actors Guild Awards                      | Melhor Atriz Coadjuvante (Patricia Arquette)   | Venceu    |
| 21st Screen Actors Guild Awards                      | Melhor Ator Coadjuvante (Ethan Hawke)          | Indicado  |
| Seattle International Film Festival                  | Melhor Filme                                   | Venceu    |
| Seattle International Film Festival                  | Melhor Diretor (Richard Linklater)             | Venceu    |
| Seattle International Film Festival                  | Melhor Atriz (Patricia Arquette)               | Venceu    |
| Southeastern Film Critics Association                | Melhor Filme                                   | 2º lugar  |
| Southeastern Film Critics Association                | Melhor Diretor (Richard Linklater)             | Venceu    |
| Southeastern Film Critics Association                | Melhor Atriz Coadjuvante (Patricia Arquette)   | Venceu    |
| St. Louis Gateway Film Critics Association Award     | Melhor Filme                                   | Venceu    |
| St. Louis Gateway Film Critics Association Award     | Melhor Diretor (Richard Linklater)             | Indicado  |
| St. Louis Gateway Film Critics Association Award     | Melhor Ator Coadjuvante (Ethan Hawke)          | Indicado  |
| St. Louis Gateway Film Critics Association Award     | Melhor Atriz Coadjuvante (Patricia Arquette)   | Venceu    |
| St. Louis Gateway Film Critics Association Award     | Melhor Roteiro Original                        | Indicado  |
| St. Louis Gateway Film Critics Association Award     | Best Soundtrack                                | Indicado  |
| St. Louis Gateway Film Critics Association Award     | Best Art-House or Festival Film                | Indicado  |
| SXSW Film Festival                                   | Louis Black Lone Star Award                    | Venceu    |
| Sydney Film Festival                                 | Sydney Film Prize                              | Indicado  |
| Toronto Film Critics Association                     | Melhor Filme                                   | Venceu    |
| Toronto Film Critics Association                     | Melhor Diretor (Richard Linklater)             | Venceu    |
| Toronto Film Critics Association                     | Melhor Atriz Coadjuvante (Patricia Arquette)   | Venceu    |
| Toronto Film Critics Association                     | Melhor Roteiro                                 | 2º lugar  |
| Vancouver Film Critics Circle                        | Melhor Filme                                   | Venceu    |
| Vancouver Film Critics Circle                        | Melhor Diretor (Richard Linklater)             | Indicado  |
| Vancouver Film Critics Circle                        | Melhor Atriz Coadjuvante (Patricia Arquette)   | Venceu    |
| Vancouver Film Critics Circle                        | Melhor Roteiro                                 | Indicado  |
| Washington D.C. Area Film Critics Association Awards | Melhor Filme                                   | Venceu    |
| Washington D.C. Area Film Critics Association Awards | Melhor Diretor (Richard Linklater)             | Venceu    |
| Washington D.C. Area Film Critics Association Awards | Melhor Ator Coadjuvante (Ethan Hawke)          | Indicado  |
| Washington D.C. Area Film Critics Association Awards | Melhor Atriz Coadjuvante (Patricia Arquette)   | Venceu    |
| Washington D.C. Area Film Critics Association Awards | Melhor Roteiro Original                        | Indicado  |
| Washington D.C. Area Film Critics Association Awards | Melhor Elenco                                  | Indicado  |
| Washington D.C. Area Film Critics Association Awards | Melhor Ator Jovem (Ellar Coltrane)             | Venceu    |
| Washington D.C. Area Film Critics Association Awards | Melhor Edição                                  | Indicado  |
| Women Film Critics Circle                            | Melhor Atriz Jovem (Lorelei Linklater)         | Indicado  |
| Women Film Critics Circle                            | The Invisible Woman Award (Patricia Arquette)  | Indicado  |
| Women Film Critics Circle                            | Best Screen Couple                             | Indicado  |
| North Carolina Film Critics Association              | Melhor Narrativa Cinematográfica               | Indicado  |
| North Carolina Film Critics Association              | Melhor Diretor (Richard Linklater)             | Venceu    |
| North Carolina Film Critics Association              | Melhor Ator Coadjuvante (Ethan Hawke)          | Indicado  |
| North Carolina Film Critics Association              | Melhor Atriz Coadjuvante (Patricia Arquette)   | Venceu    |
| North Carolina Film Critics Association              | Melhor Roteiro Original                        | Indicado  |